# René Schwittay
René Schwittay (* 1978 in Solingen) ist ein deutscher Schauspieler.

## Leben
René Schwittay erhielt von 1999 bis 2003 eine Schauspielausbildung an der Hochschule für Film und Fernsehen „Konrad Wolf“ in Potsdam. Ein erstes Engagement hatte er von 2003 bis 2009 am Theater Magdeburg. Er verkörperte während seiner Zeit in Magdeburg an den Freien Kammerspielen die Hauptrollen in Georg Büchners Woyzeck und Ferenc Molnárs Liliom. Im Jahr 2006 wurde ihm der Förderpreis für junge Künstler des Fördervereins Theater Magdeburg für den Bereich Schauspiel zuerkannt. Seit 2009 ist er Mitglied des Ensembles am Hans Otto Theater in Potsdam. Dort spielte er unter anderem die Titelrolle in Anton Tschechows Iwanow und war als Lorenzo in William Shakespeares Romeo und Julia zu sehen. In der Spielzeit 2012/2013 steht er in der Adaption des Romans von Ödön von Horváth Jugend ohne Gott auf der Bühne.
René Schwittay wirkte auch in Film- und Fernsehproduktionen mit. Neben einigen Rollen in verschiedenen Filmen trat er als Darsteller in Folgen der Fernsehserien SOKO Leipzig und SOKO Wismar auf. In den Fernsehfilmen Wegwerfmädchen und Das goldene Band aus der Fernsehreihe Tatort war er im Jahr 2012 als Wolfram Littchen zu sehen.
René Schwittay ist auch als Hörspielsprecher tätig. So konnte man ihn in der Hörspieladaption von Anne Fines Jugendbuch Familien-Spiel in dem sechsteiligen Hörspiel Sturmnacht der Geschichten als Richard und als Erzähler hören. In dieser Produktion des Westdeutschen Rundfunks führte Joachim Sonderhoff die Regie.

## Filmografie (Auswahl)
- 2001: Morgen retten wir die Welt (Fernsehfilm)
- 2003: SOKO Leipzig (Fernsehserie) – Tod einer Diva
- 2004: Lauffeuer (Kurzfilm)
- 2004: SOKO Wismar (Fernsehserie) – Toter Winkel
- 2005: Willenbrock
- 2012: Tatort (Fernsehreihe) – Wegwerfmädchen
- 2012: Tatort – Das goldene Band
- 2013: Notruf Hafenkante (Fernsehserie) – Das gestohlene Kind
- 2015: SOKO Leipzig – Tapetenwechsel
- 2019: SOKO Potsdam – Ein bedrohtes Paradies
- 2020: SOKO Wismar – Tödlicher Salut
- 2021: Der Ranger – Paradies Heimat: Sturm (Fernsehreihe)
- 2021: Ein starkes Team – Gute Besserung (Fernsehreihe)
- 2024: Der Kommissar und die Angst (Fernsehreihe)
- 2024: WaPo Elbe – Goldrausch (Fernsehserie)